# یاکتوروو-اوسادا
یاکتوروو-اوسادا (به لاتین: Jaktorów-Osada) یک روستا در لهستان است که در گمینا یاکتوروو واقع شده‌است.